# Aplidium californicum
Aplidium californicum är en sjöpungsart som först beskrevs av Friedrich Ritter och William Forsyth 1917.  Aplidium californicum ingår i släktet Aplidium och familjen klumpsjöpungar. Inga underarter finns listade i Catalogue of Life.